# Dyschoriste nagchana
Espèce
Synonymes
- Calophanes nagchana (Nees) Nees[1]
- Calophanes perrottetii Nees[1]
- Dipteracanthus nagchana Nees[1]
- Dyschoriste perrottetii (Nees) Kuntze[1]
- Ruellia nagchana Buch.-Ham. ex Wall.[1]

Dyschoriste nagchana (Nees) Bennet est une espèce de plantes à fleurs de la famille des Acanthaceae  et du genre Dyschoriste. C'est une plante tropicale présente dans de nombreux pays d'Afrique et d'Asie.